# Mosze Szaret
Mosze Szaret (hebr. ‏משה שרת‎, właśc. Mosze Szertok, ur. 15 października 1894 w Chersoniu, zm. 7 lipca 1965) – izraelski polityk, drugi premier Izraela – w latach 1954–1955 stał na czele piątego i szóstego rządu Izraela.

## Życiorys
Urodził się 15 października 1894 roku w Chersoniu na Ukrainie. W 1906 roku wraz z rodziną wyemigrował do Palestyny. W 1909 roku jego rodzina należała do założycieli miasta Tel Awiw. Podjął studia prawnicze w Stambule. Podczas I wojny światowej służył w tureckiej armii jako tłumacz języków tureckiego i arabskiego. W 1920 roku wstąpił do socjalistycznej partii Achdut ha-Awoda (znanej później jako Mapai). W 1922 roku wyjechał do Londynu i kontynuował studia ekonomii (do 1924 r.). W 1925 roku został redaktorem naczelnym gazety „Dawar”, która była organem prasowym Powszechnej Organizacji Robotników Żydowskich w Ziemi Izraela (Histadrutu). W 1931 roku wstąpił do politycznej sekcji Agencji Żydowskiej. Podczas II wojny światowej pomagał w tworzeniu Brygady Żydowskiej. Po powstaniu niepodległego państwa Izrael w 1948, został ministrem spraw zagranicznych. Działał na rzecz poprawy wizerunku Izraela na arenie międzynarodowej. Doprowadził do przystąpienia Izraela do Organizacji Narodów Zjednoczonych. Prowadził negocjacje z Niemcami zakończone podpisaniem umowy o reparacjach (1952). W grudniu 1953 roku partia Mapai wyznaczyła go na wicepremiera. 26 stycznia 1954 roku został premierem izraelskiego rządu. Kontynuował on politykę wspierania imigracji oraz dopomagania w absorpcji w Ziemi Izraela. 3 listopada 1955 roku ustąpił z urzędu premiera.
Przewodniczył pracy Bet Berl College, oraz był dyrektorem generalnym domu wydawniczego Am Owed, należącego do Histadrutu. Reprezentował Mapai w międzynarodowych środowiskach socjalistycznych. W 1960 roku podczas Światowego Kongresu Syjonistów został wybrany na przewodniczącego Światowej Organizacji Żydowskiej i Agencji Żydowskiej.
W Knesecie zasiadał od pierwszej kadencji, aż do śmierci 7 lipca 1965. Mandat objął po nim Ari Ankorjon. Został pochowany na cmentarzu Trumpeldor.